# Bukkumi
Bukkumi (tiếng Hàn: 부꾸미) là món tteok (bánh gạo) áp chảo được làm bằng bột gạo nếp hoặc bột lúa miến. Đây là một loại bánh hình bán nguyệt dẹt chứa nhân đậu đỏ adzuki trắng hoặc hỗn hợp hạt vừng nướng, bột quế, đường hoặc mật ong. Màu sắc đa dạng từ trắng đến vàng, hồng hoặc xanh đậm. Bukkumi thường được phủ một lớp mật ong hoặc xi-rô và trang trí bằng hạt dẻ cắt nhỏ, táo tàu hoặc tai đá. Ngoài ra còn có nhiều loại bukkumi phẳng, tròn và không có nhân.